# Eudelus scabrator
Eudelus scabrator är en stekelart som beskrevs av Claire Villemant 1982. Eudelus scabrator ingår i släktet Eudelus och familjen brokparasitsteklar. Inga underarter finns listade i Catalogue of Life.